# Đội tuyển Davis Cup Luxembourg
Đội tuyển Davis Cup Luxembourg đại diện Luxembourg ở giải đấu quần vợt Davis Cup và được quản lý bởi Liên đoàn quần vợt Luxembourg.
Luxembourg hiện tại thi đấu ở Nhóm II khu vực Âu/Phi.  Họ từng 4 lần vào vòng chung kết của Nhóm I.

## Lịch sử
Luxembourg lần đầu tiên tham gia Davis Cup vào năm 1947, thua liên tiếp 17 trận đầu tiên cho đến khi đánh bại Đội tuyển Davis Cup Thổ Nhĩ Kỳ năm 1965

## Đội hình hiện tại (2017)
- Gilles Müller
- Ugo Nastasi
- Alex Knaff
- Tom Diederich
- Christophe Tholl
- Robi Tholl